# 중화민국의 국기
청천백일만지홍기(靑天白日滿地紅旗, 중국어 간체자: 青天白日满地红旗, 정체자: 青天白日滿地紅旗, 병음: Qīngtiānbáirìmǎndìhóngqí 칭톈바이르만디훙치[*])는 대만의 공식 국기이다. 상단 좌측 부분[캔턴(Canton)] 부분은 청천백일기(靑天白日旗)라고 하나, 국기 자체의 명칭을 약칭해서 그렇게 부르기도 한다..

## 의미
청천백일만지홍기는 쑨원의 삼민주의 사상을 청색, 적색, 백색의 세가지 색상으로 표현하고 있다. 청색은 청명, 순수, 자유를, 적색은 희생, 유혈, 형제애, 한족을 중심으로 하는 다민족국가인 중국을 상징하고, 백색은 정직, 이타, 평등을 각각 상징하고 있다. 청천백일기의 태양에서 뻗어나오는 12개의 빛줄기는 하루 24시간을 2시간씩 12개로 표현하고 1년 12개월을 형상화한 것으로서 국민들이 끊임없이 정진하고 자강불식(自強不息)할 것을 상징한다.

## 역사

스페인령 포르모사의 국기 (1624년-1642년)
네덜란드령 포르모사의 국기 (1624년-1662년)
동녕국의 국기 (1661년-1683년)
대만민주국의 국기. 1895년 5월 23일 - 1895년 10월 21일까지 사용한 국기.
우한시에서 사용된 국기
오색기. 1912년부터 1928년까지 중화민국의 국기였다.
1915년부터 1916년까지 사용된 중화제국의 기.
중화민국 유신정부의 국기 (1937년-1940년)
왕징웨이 정권의 국기 (1940년-1945년)

국기의 캔턴 부분인 청천백일기(靑天白日旗)는 공화당 혁명으로 목숨을 잃은 루하오둥이 디자인하였다. 1895년 2월 21일, 그는 흥중회와 홍콩 반청회에 혁명군을 상징하는 디자인을 제시하였다. 이 디자인은 나중에 중화민국의 국장과 국민당 당기로 쓰이게 되었다. 1906년 겨울, 쑨원에 의해 붉은 바탕이 추가되었고, 중화민국의 국기의 형태를 잡게 되었다.
1911년, 우창 봉기가 일어나 전 중국에서 여러 군정(군사 정부)이 나타났고, 다양한 군정들은 각자의 국기를 가지고 있었다. 루하오둥의 청천백일기는 광둥성, 광시성, 윈난성, 구이저우성에서 쓰였다. 그 시각, 우한시에서는 우창 봉기 당시 쓰였던 18개의 행정 구역과 시를 상징하는 국기가 사용되었다. 상하이 군벌과 중국 북부 군벌은 오른쪽의 오색기를 사용하였는데, 다섯 개의 줄무늬는 한족(빨강), 만주족(노랑), 몽골족(파랑), 후이족(하양), 티베트족(검정)을 상징한다.
1912년 1월 1일 중화민국의 건국을 선포하였을 때, 임시 상원 의원에 의해 오색기가 국기로 채택되었고, 혁명군기는 군기로, 청천백일기는 해군기로 채택되었다.
1913년, 국민대회를 해산하고 국민당을 법적 무효화함에 따라 위안스카이가 독재권력을 가지게 되고, 강제추방된 쑨원은 도쿄로 망명해 중화혁명당을 결성, 망명 정부를 세우고 청천백일기와 청천백일만지홍기를 사용하였다. 1928년 12월 17일, 북벌이 성공함에 따라 베이징 정부가 무너져 청천백일만지홍기는 중화민국의 공식 국기가 되었다.
중일 전쟁 시기에 일본 제국은 중국 대륙을 점령하던 동안에 많은 괴뢰 정부를 세움으로서 여러 가지 국기들이 나타났다. 1938년 유신 정부의 공식 국기로 여러 괴뢰 국가들의 통합을 위해 오색기를 채택했다. 1940년 왕징웨이는 일본의 도움을 받아 왕징웨이 정권을 세우고, 청천백일만지홍기를 공식 국기로 채택하려 했다. 하지만 일본은 오색기를 원했다. 일본은 청천백일만지홍기의 위에 노란 삼각 패넌트를 추가하고 검은색으로 평화, 반공, 국가건설이라는 글을 쓰는 것을 추가 제안했으나 왕징웨이는 거부했다. 결국, 왕징웨이와 일본은 노란색 기는 야외에서만 쓰기로 협정했고, 1943년 왕징웨이가 그 기를 국기로 포기할 때까지, 국기가 같은 나머지 두 정부는 서로 자기가 중국의 유일 합법 정부라 주장하였다.
청천백일만지홍기는 1947년 제정된 중화민국 헌법 제6조에 정확히 서술되어 있다. 1949년 국공 내전 이후, 장제스는 대만섬으로 난징의 국민정부를 이전해 계속 중화민국을 유지해 나갔다. 한편 중국 대륙에서는 마오쩌둥을 중심으로 한 중국 공산당이 중화인민공화국을 건국, 새로운 국기인 오성홍기를 국기로 채택했다. 1954년 10월 24일 대만의 국기와 국장은 중화민국 입법원에 의해 국기의 크기, 길이, 비율, 제작, 사용에 대한 규정이 발표되었다.

## 여러 국기들
이외에도 여러 가지 깃발이 존재하는데, 해군기는 중국 국민당의 당기이기도 하다.
|        |              |          |          |
| 상선기 | 총통기       | 육군기   | 해군기   |
|        |              |          |          |
| 공군기 | 해군육전대기 | 헌병대기 | 국방부기 |

## 공식 사용의 제한

매화기(중화 타이베이 올림픽 위원회기)

청천백일만지홍기는 올림픽을 포함한 국제 행사에서 사용하는 것이 제한되어 있어, 올림픽 위원회기 등으로 대체하고 있다. 그 이유는 중국의 압력이 크기 때문이다. 중국은 '하나의 중국'을 원칙으로 하고 있기 때문에 대만의 국기를 사용하지 못하도록 강제하고 있다. 이 때의 국명은 '중화 타이베이(Chinese Taipei, 中華臺北)'로 쓰이는 것이 대부분이다.

## 사건

### 쯔위 청천백일만지홍기 사건
그룹 트와이스의 대만 출신 멤버인 쯔위가 MBC 마이 리틀 텔레비전에 출연하여 청천백일만지홍기를 흔든 것이 중국에서 큰 정치적 논란 거리가 되었다. 특히 2016년 중화민국 총통 선거에서 큰 쟁점이 되기도 하였다. 한편 쯔위의 소속사 JYP 엔터테인먼트는 "쯔위는 정치적 목적으로 국기를 흔든 것이 아니라 단지 자신의 국적을 소개한 것 뿐"이라는 공식 입장을 내놓았다.

## 같이 보기
- 중국의 기 목록
- 중화민국 국기가